# Mothermania
Mothermania (Untertitel: „The Best of the Mothers“) ist ein Musikalbum von The Mothers of Invention. Die Kompilation erschien 1969 auf dem Verve-Label und fasste ausschließlich bereits früher veröffentlichte Stücke der Band zusammen. Das Album wird dem Progressive-Rock-Genre zugerechnet.

## Personal

### Besetzung
- Alvin Dinkin – Bratsche
- Armond Kaproff – Cello
- Billy Mundi – Schlagzeug, Perkussion, Gesang
- Bunk Gardner – Holzblasinstrumente
- Don Ellis – Trompete
- Don Preston – Keyboard
- Elliot Ingber – E-Gitarre
- Eugene Di Novi – Klavier
- Frank Zappa – E-Gitarre, Klavier, Gesang
- Gary Kellgren – Flüstern
- Gene Estes – Perkussion
- Herb Cohen – Registrierkasse
- Ian Underwood – Klavier, Holzblasinstrumente
- Jeannie Vassoir – Suzy Creamcheese
- Jim Fielder – E-Gitarre, Klavier
- Jim Getzoff – Geige
- Jimmy Carl Black – Schlagzeug, Trompete, Gesang
- John Rotella – Kontrabass, Klarinette
- Lisa Cohen – Suzy Creamcheese
- Marshall Sosson – Geige
- Jim „Motorhead“ Sherwood – Sopransaxophon, Baritonsaxophon
- Neil Le Vang – E-Gitarre
- Ray Collins – Gesang, Tamburin
- Roy Estrada – E-Bass, Gesang
- Terry Gilliam und Freundin – Gesang

### Produktion
- Produzenten: Tom Wilson, Frank Zappa
- Toningenieure: Val Valentine, Ami Hadani, Tom Hidley, David Greene, Gary Kellgren, Dick Kunc

## Inhalt

### Titelliste
Alle Kompositionen stammen von Frank Zappa.
1. Brown Shoes Don’t Make It (7:26) übt in der Geschichte von Rathaus-Fred, der Vorschriften für Jugendliche erlässt und vom Sex mit einer 13-Jährigen träumt, heftige Kritik an der korrupten Regierung und der geistlosen Gesellschaft. Musikalisch werden 20 Themen zu einem Ganzen verwoben.[1](S. 162)
2. Mother People (1:41) befasst sich damit, wie das wirkliche Hippiedasein von den bürgerlichen Behörden wahrgenommen und behandelt wurde.[2]
3. Duke of Prunes (5:09) stellt als erstes Stück einer dreiteiligen Suite das musikalische Thema vor. Das surrealistische Liebeslied vermeidet sexuelle Kraftausdrücke, indem diese durch Wörter wie beispielsweise „Prune“ (Pflaume) oder „Cheese“ (Käse) ersetzt werden.[3](S. 58f)
4. Call Any Vegetable (4:31) beschreibt, dass untätige Leute aus Zappas Sicht nicht für die Menschheit verloren sind – entsprechende Ansprache vorausgesetzt.[3](S. 64f)
5. The Idiot Bastard Son (2:26) erzählt mit hübscher Melodie im Walzertakt die fiktive Geschichte vom unehelichen Kind eines ultrarechten Kongressabgeordneten und einer Prostituierten, das sich aufmacht, die Welt von „Lügnern und Betrügern“ (liars and cheaters) zu entdecken, die auch die Welt ist von „Leuten wie euch, die lächeln und denken, sie wüssten, worum es hier geht“ („people like you, who smile and think you know, what this is about“) – ein Beispiel für zappatypische Publikumsbeschimpfung.[3](S. 122f)
6. It Can’t Happen Here (3:13) nimmt satirisch nicht nur die amerikanische Kleinstadtidylle aufs Korn, in der man sich zwischen Swimmingpool und Fertigmahlzeiten aus Gammelfleisch so richtig sicher fühlen kann, sondern rechnet mit den Freak-out-Gefühlen der Hippieszene ab, die sich in Zappas Augen im Wohlstand der amerikanischen Gesellschaft einzurichten begann.[4]
7. You’re Probably Wondering Why I’m Here (3:37) ist ein Frontalangriff auf die Gedankenlosigkeit jugendlicher Konzertbesucher.[3](S. 40ff)
8. Who Are the Brain Police? (3:22) ist Politikkritik in der Form eines zappaesken Hörspiels – eine Art „Audio-Halluzination“.[1](S. 136, 276)
9. Plastic People (3:40) thematisiert als Collage aus vielen kurzen Musikbruchstücken die Demonstration wegen des Abrisses der bei Freaks beliebten Kaffeestube „Pandora’s Box“ in Los Angeles am 12. November 1966 und deren gewaltsame Auflösung durch die Polizei.[1](S. 158f)
10. Hungry Freaks, Daddy (3:27) ist eine bissige Politsatire auf den alkoholschwangeren „American Way of Life“.[1](S. 124)
11. America Drinks and Goes Home (2:43) parodiert die Kneipenatmosphäre und die Barmusik, die Frank Zappa zu Beginn seiner Karriere mit „Joe Perino and the Mellotones“ gespielt hat.[1](S. 162)

### Bedeutung
Mothermania ist das fünfte Album der Mothers of Invention. Die einzige Kompilation dieser Gruppe, die Frank Zappa jemals autorisiert hat, enthält Stücke der Alben Freak Out!, Absolutely Free und We’re Only in It for the Money. Zappa stimmte der Veröffentlichung nur zu, weil er so seine Vertragsverpflichtungen bei Verve erfüllen konnte. Alle weiteren Platten, die er anschließend noch veröffentlichen sollte – sieht man von der Filmmusik zu 200 Motels einmal ab – hat er nur noch auf Labels herausgebracht, die ihm entweder teilweise oder ganz gehörten.
Einige Stücke des Samplers unterscheiden sich erheblich von ihren ursprünglichen Versionen. Mother People wird komplett ausgespielt, bietet einen differenzierteren Mono-Mix, kommt ohne die dazwischen geschnittenen Klangeffekte aus, enthält die im Original von der Plattenfirma zensierte Textzeile „Shut your fuckin’ mouth about the length of my hair“ (Halt’ deine verdammte Klappe und rede nicht über die Länge meiner Haare) und klingt mit einem Fade-out langsam aus, während das Original mit einem Plattenspieler-Kratzgeräusch abrupt endete. Ohne dass musikalisch ein Unterschied hörbar wird, verbirgt sich hinter dem Titel The Duke of Prunes anders als beim Original die gesamte dreiteilige Prunes-Suite einschließlich ihrer auf dem Album Absolutely Free noch separat ausgewiesenen Teile Amnesia Vivace und The Duke Regains His Chops. Auch in der Call Any Vegetable-Suite werden die Teile zwei und drei (Invocation & Ritual Dance of the Young Pumpkin und Soft-Sell Conclusions) nicht eigens ausgewiesen. Außerdem wurde dort die improvisierte Passage mit Saxophon- und Gitarrensolo herausgeschnitten. In neuem Mono-Mix wird The Idiot Bastard Son jetzt komplett ausgespielt. Einige im Original vorhandene Klangeffekte wurden herausgeschnitten. It Can’t Happen Here bietet einen komplett veränderten Stereo-Mix. Zur Betonung der Vokalpassagen wurde die Piano-/Perkussion-Sektion herausgeschnitten. Ebenfalls einen neuen Stereo-Mix erhielten die Stücke You’re Probably Wondering Why I’m Here, Who Are the Brain Police? und Hungry Freaks, Daddy, bei letzterem fehlt auch der Echoeffekt bei den Worten „The Great Society“, die diesen Song beschließen.

## Chartplatzierungen
Obwohl es sich um eine Zusammenstellung bereits veröffentlichter Titel handelte, schaffte Mothermania den Sprung in die US-amerikanische Top-200, wo es bis auf Platz 151 emporkletterte. In der professionellen Kritik spielte das Album dagegen keine Rolle.

## Veröffentlichungen
Das Album ist in einigen sich unterscheidenden Versionen als Langspielplatte, Compact Cassette, 8-Spur-Kassette und auf herkömmlichen Tonbandspulen, aber erst 2009 als CD erschienen (ZAPPA-Records 0238402). Der folgende Überblick verdeutlicht wesentliche Unterscheidungsmerkmale.
- Die Original-LP erschien Ende März 1969 auf dem US-Markt in einer Stereoversion und war mit einem Gatefold-Cover ausgestattet.
- Im Folgemonat erschienen in Großbritannien sowohl Stereo- wie Monoversionen, allerdings ohne Gatefold-Cover. Weitere Varianten sind bekannt aus Italien, Deutschland, Israel, Australien und Neuseeland, die in der Art des Covers und der Farbe des Labels vom Original abweichen.
- Wiederveröffentlichungen erschienen in den frühen 1970er Jahren in Deutschland und Großbritannien (eine davon ohne Trennspur zwischen den Titeln).
- In Spanien erschien 1974 auf Polydor eine weitere Wiederveröffentlichung. Die Vorderseite des Covers entsprach der US-Version, die Rückseite dagegen zeigte ein Schwarzweiß-Foto Zappas, der eine Gitarre hält. Auch die Titelliste wich vom Original ab:

1. Plastic People (3:40)
2. Who Needs the Peace Corps? (2:34)
3. Concentration Moon (2:27)
4. Call Any Vegetable (4:31)
5. America Drinks & Goes Home (2:43)
6. It Can’t Happen Here (3:13)
7. You Are Probably Wondering Why I’m Here (3:37)
8. Who Are The Brain Police? (3:22)
9. Hungry Freaks, Daddy (3:27)
10. The Idiot Bastard Son (2:26)[7]